# 長島弘明
長島 弘明（ながしま ひろあき、1954年1月25日 - ）は、日本の近世日本文学研究者。文学博士（東京大学・論文博士・2000年）（学位論文「秋成研究」）。二松学舎大学元特別招聘教授、東京大学名誉教授。上田秋成が専門。

## 略歴
埼玉県生まれ。1976年東京大学文学部国文科卒、80年同大学院人文科学研究科博士課程中退、1980年実践女子大学文学部専任講師、1985年名古屋大学文学部専任講師、1986年12月助教授、1993年東京大学文学部助教授（名古屋大学助教授併任　1994年3月まで）1995年東京大学文学部教授、99年人文社会系研究科教授。2000年「秋成研究」で東京大学より文学博士の学位を取得。2019年3月東京大学定年退職、同年名誉教授。同4月二松学舎大学特別招聘教授に就任し、2024年3月に退職。

## 受賞歴
- 1984年上田秋成研究で日本古典文学会賞受賞

## 著書
- 『雨月物語　幻想の宇宙』NHK出版（上下）、1994-95
  - 『雨月物語の世界』ちくま学芸文庫 1998
- 『秋成研究』東京大学出版会 2000
- 『上田秋成の文学』放送大学教育振興会 2016

### 共編著
- 『新潮古典文学アルバム20 上田秋成』池澤夏樹共著、新潮社 1991
- 『近世の日本文学』清登典子共編著 放送大学教育振興会 1998
- 『本居宣長の世界 和歌・注釈・思想』森話社 2005
- 『江戸の広場』吉田伸之・伊藤毅共編 東京大学出版会 2005
- 『言語文化研究 1』放送大学教育振興会 2007
- 『名歌名句大事典』久保田淳共編　明治書院 2012

### 校注
- 上田秋成『雨月物語』岩波文庫 2018